# كأس ديفيز 1981
كأس ديفيز 1981 هو الموسم 70 من  كأس ديفيز. فاز فيه منتخب الولايات المتحدة لكأس ديفيز.